# Alexandrópolis (antigua ciudad)
No debe confundirse con la moderna ciudad de Tracia llamada también Alexandrópolis.
Alexandrópolis (en griego, Ἀλεξανδρόπολις) es el nombre de una antigua ciudad griega de Tracia.
Plutarco relata que mientras Filipo II de Macedonia estaba ocupado con una guerra contra los bizantinos, Alejandro Magno había quedado en Macedonia como regente. Fue entonces cuando los medos se rebelaron y Alejandro los sometió, ocupó su capital, expulsó a sus habitantes, la repobló con gentes de diversos países y le dio el nombre de Alexandrópolis. Plutarco especifica que ocurrió cuando Alejandro tenía dieciséis años, por tanto sería en torno al año 340 a. C.
Probablemente sea la ciudad que Esteban de Bizancio cita señalando que fue fundada por Alejandro cuando este tenía diecisiete años de edad. Se desconoce el lugar donde estaba localizada.